# 国民健康保険
国民健康保険（こくみんけんこうほけん、英: National Health Insurance）は、全日本在住民を対象とする公的医療保険制度。日本の国民健康保険法等を根拠とする法定強制保険の一つ。他の公的医療保険制度（被用者保険、後期高齢者医療制度）に加入しない場合に適用される。これらの制度とともに、日本におけるユニバーサルヘルスケア制度の中核をなすものである。医療保険事務上の略称は国保（こくほ）。
運営者は、市町村（市町村国保）もしくは他団体（国民健康保険組合）。日本の人口のうち27.5%が前者への加入者、2.5%が後者への加入者である（2011年）。
市町村国保は、国民健康保険税として、税金として徴収される。なお本税は、控除対象になることから、納付申告すると事業者および個人の住民税等が減税（もしくは非課税）となる場合がある。また特徴として、軽減措置を受けている世帯が59.3%に上ることであり、その6割は無職者であった（2017年）。
国民健康保険法について、以下では条数のみ記す。
| 公費負担医療給付                      | 公費負担医療給付                  | 公費負担医療給付   | 3兆1222億円（007.3%）  |
| 後期高齢者医療給付                    | 後期高齢者医療給付                | 後期高齢者医療給付 | 15兆2868億円（035.3%） |
| 医療保険等給付 19兆3653億円 （45.1%） | 被用者保険 10兆2934億円 （24.0%） | 協会けんぽ         | 5兆7040億円（013.3%）  |
| 医療保険等給付 19兆3653億円 （45.1%） | 被用者保険 10兆2934億円 （24.0%） | 健康保険組合       | 3兆5259億円（008.2%）  |
| 医療保険等給付 19兆3653億円 （45.1%） | 被用者保険 10兆2934億円 （24.0%） | 船員保険           | 184億円（000.0%）      |
| 医療保険等給付 19兆3653億円 （45.1%） | 被用者保険 10兆2934億円 （24.0%） | 共済組合           | 1兆0450億円（002.4%）  |
| 医療保険等給付 19兆3653億円 （45.1%） | 国民健康保険                      | 国民健康保険       | 8兆7628億円（020.4%）  |
| 医療保険等給付 19兆3653億円 （45.1%） | その他労災など                    | その他労災など     | 3091億円（000.7%）     |
| 患者等負担                            | 患者等負担                        | 患者等負担         | 5兆1922億円（012.2%）  |
| 総額                                  | 総額                              | 総額               | 42兆9665億円（100.0%） |

## 歴史

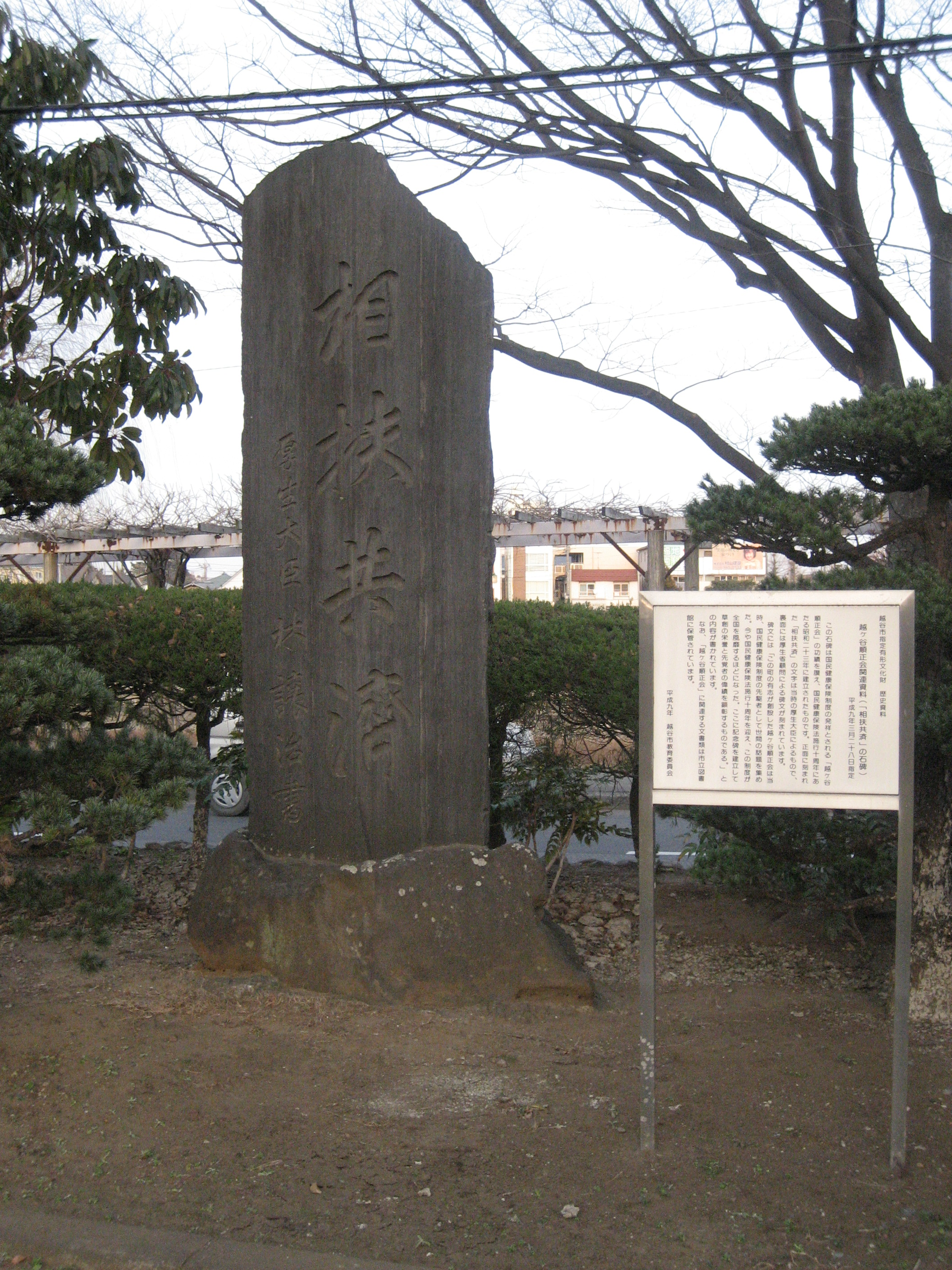
国民健康保険発祥の地の碑（埼玉県越谷市）

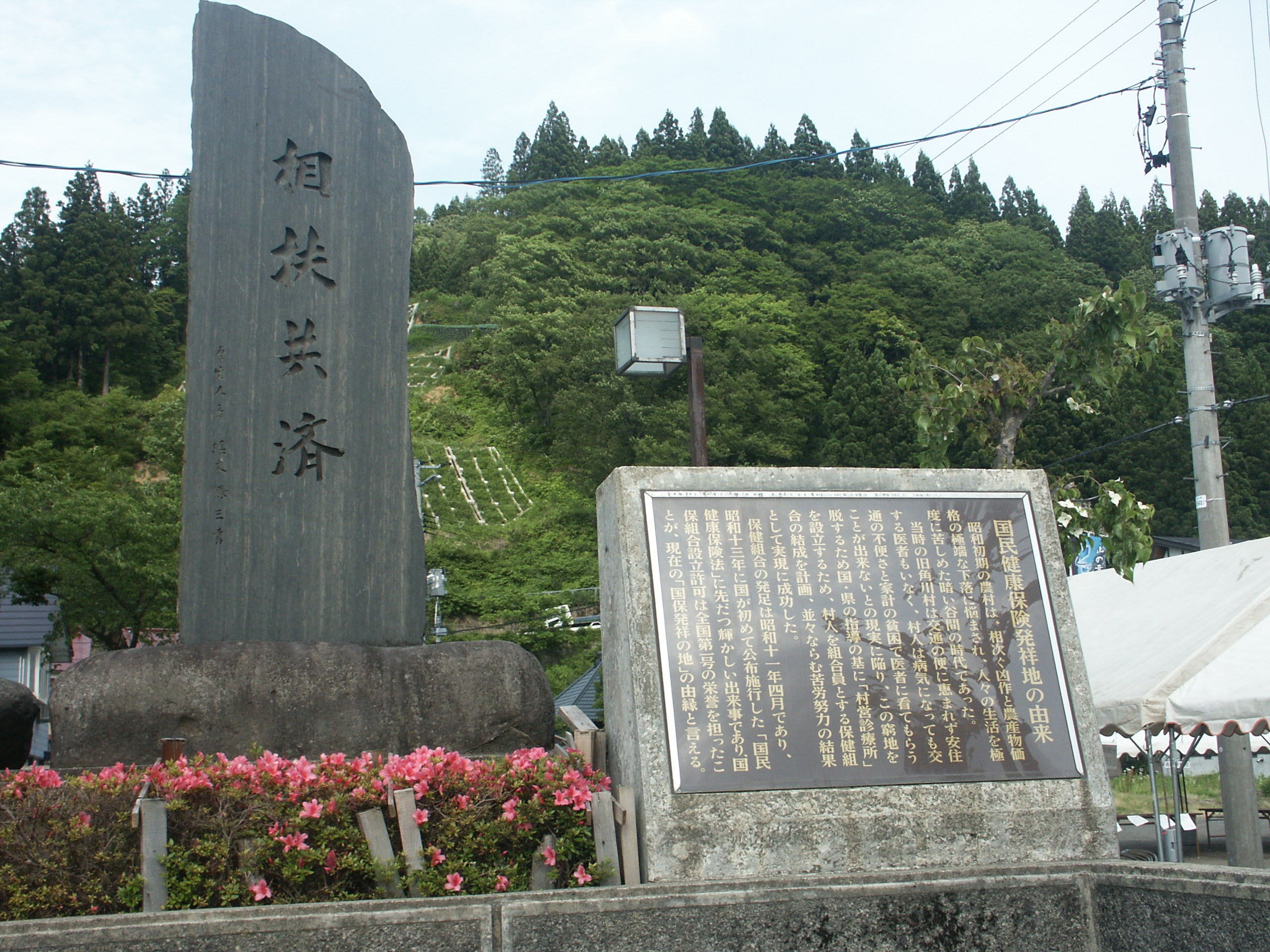
国民健康保険発祥の地の碑（山形県戸沢村）

日本において最初の公的医療保険は、1922年（大正11年）に施行された健康保険法であり、これは企業雇用者の職域健康保険であった。
1933年（昭和8年）、国による国民健康保険制定の準備段階で埼玉県南埼玉郡越ヶ谷町（現在は越谷市）の住民が自主的に類似の構想をもっていることが分かり、内務省は越谷を筆頭とする12の類似組合を指定して準備作業を進めることとした。当時、大恐慌の影響で越ヶ谷町の経済は混乱に陥っており、町民の有志はまず町政の立て直しのために町税の完納が必要と考え納税組合を設立したが、その過程で貧困者のために無尽講の至誠会を設立するに至った。さらに医療救助を目的とした共済組織を設立しようとしたが、医療費支弁の保証や責任の所在をめぐり開業医から反対された。町役場も開業医の同意がなければ補助金を支出できないとしていたが、順正会の設立事情視察のため町を訪問した内務省の事務官一行が町長らを説得し、1935年（昭和10年）12月に「順正会」が発足した。さらに翌年の1936年（昭和11年）4月に医師団と妥協が成立し、名称を「越ヶ谷順正会」に改め事務所を開設した。
このほかにも千葉県印旛郡公津村（現在の成田市）で開始された宗吾医療組合（医療互助事業の組織）など、地域によっては国民健康保険制度の制定以前にいくつかの医療を確保するための組織が存在していた。
1938年（昭和13年）に国民健康保険法（旧法）が創設された。これにより国民健康保険制度の制定以前に農村に存在していた医療を確保するための自主的な組織も吸収されたりあるいはそれ以後ほどなく消滅することとなり、越ヶ谷順正会や産業組合による医療利用組合は前者の例となった。越ヶ谷順正会は国民健康保険法成立前の1936年（昭和11年）に越ヶ谷町に成立した国民健康保険類似組合第1号で、1938年（昭和13年）7月の国民健康保険法公布で「越ヶ谷順正会国民健康保険組合」として認可され、1941年（昭和16年）に「越ヶ谷町国民健康保険組合」となった。越谷市は「越ヶ谷順正会」を「国民健康保険の発祥」と称しており、国民健康保険法施行10周年を記念して、1948年（昭和23年）には「越ヶ谷順正会」を顕彰する「相扶共済の碑」が、現在の越谷市役所の敷地内に立てられている。
一方、山形県角川村（現在は戸沢村）では、1934年（昭和9年）の大凶作で水稲被害が九割九分に上り、被害を打開するため、1936年（昭和11年）に角川村保健組合を発足させた。この組合は共助の精神により村民の出資で設立されたもので、現金収入の無い人は農作物や山菜を供出することもできた。そして発足から2年後の1938年（昭和13年）8月20日に国民健康保険法の下で認可された国民健康保険組合第1号となった。戸沢村農村環境改善センター前には「国保発祥の地」の石碑が建っているほか、最上川舟下り船番所出入口にも「国保発祥の地」の看板が設けられている。
1938年（昭和13年）の旧法制度では、当時は組合方式であり農山漁村の住民を対象としていた。

### 戦後
市町村運営方式により、官庁や企業に組織化されていない日本国民が対象となったのは、1958年（昭和33年）の岸信介政権の3年間に、「国民健康保険法」、「最低賃金法」「国民年金法」を成立させ、社会のセーフティネットを構築してからである。これ以前は健康保険には農家は加入不可、厚生年金も自営業者などは対象外だった。この法律で現在の国民皆保険、国民皆年金制度の基礎ができた。1961年（昭和36年）に施行されたことで、日本国民全てが「公的医療保険」に加入する国民皆保険体制が整えられた。
その後の急速な少子高齢化など大きな環境変化に直面している中、将来にわたり医療保険制度を持続可能なものとし、国民皆保険を堅持していくために、2015年（平成27年）5月27日に成立した「持続可能な医療保険制度を構築するための国民健康保険法等の一部を改正する法律」により、2018年（平成30年）4月より都道府県が財政運営の主体となり、国民健康保険の運営に中心的な役割を担うこととなった。以下では特記しない限り、平成30年4月施行の改正法に基づいて述べる。

## 目的・管掌
国民健康保険法は、国民健康保険事業の健全な運営を確保し、もって社会保障及び国民保健の向上に寄与することを目的とする（第1条）。そしてこの目的を達するために、被保険者の疾病、負傷、出産又は死亡に関して、必要な保険給付を行う（第2条）。健康保険や船員保険のような披用者保険とは異なり、業務上、業務外の区別なく保険給付を行う。
国は、国民健康保険事業の運営が健全に行われるよう必要な各般の措置を講ずるとともに、第1条に規定する目的の達成に資するため、保険、医療、福祉に関する施策その他の関連施策を積極的に推進するものとする（第4条1項）。また都道府県は、安定的な財政運営、市町村の国民健康保険事業の効率的な実施の確保その他の都道府県及び当該都道府県内の市町村の国民健康保険事業の健全な運営について中心的な役割を果たすものとする（第4条2項）。市町村は、被保険者の資格の取得及び喪失に関する事項、国民健康保険の保険料の徴収、保健事業の実施その他の国民健康保険事業を適切に実施するものとする（第4条3項）。
都道府県及び市町村は、これらの責務を果たすため、保健医療サービス及び福祉サービスに関する施策その他の関連施策との有機的な連携を図るものとする。都道府県は、これらに規定するもののほか、国民健康保険事業の運営が適切かつ円滑に行われるよう、国民健康保険組合その他の関係者に対し、必要な指導及び助言を行うものとする（第4条4項、5項）。
具体的には、都道府県は財政運営の責任者として、市町村ごとの納付金を設定し、また市町村が担う事務の効率化・広域化、市町村が行った保険給付の点検・事後調整等を行う。市町村は保険料の徴収・賦課、実際の保険給付、被保険者証の発行等の資格管理、国保事業納付金の都道府県への納入等を行う。

## 保険者
|                  | 保険者数 | 世帯数（千世帯） | 被保険者数（千人） |
| ---------------- | -------- | ---------------- | ------------------ |
| 市町村国保       | 1,716    | 16,363           | 24,134             |
| 国民健康保険組合 | 160      | 1,410            | 2,638              |
| 計               | 1,876    | 17,774           | 26,772             |

加入者から徴収した国民健康保険料又は国民健康保険税（以下、「保険料」と略す）と国庫負担金等の収入によって、保険加入者が疾病、負傷、出産又は死亡したときに、保険給付を行う事業主のことを保険者という。以下が存在する（第3条）。
- 都道府県（当該都道府県内の市町村（特別区を含む。以下同じ）とともに保険者となる）
- 国民健康保険組合（一般的に職域国保と呼ばれる）

都道府県若しくは市町村又は国民健康保険組合は、共同してその目的を達成するため、国民健康保険団体連合会を設立することができ、また連合会の区域内の保険者の3分の2以上が加入したときは、その他の保険者は、すべて当該連合会の会員となる（第83条1項、第84条3項）。

### 市町村国保
国民健康保険事業の運営に関する重要事項を審議するため、すべての都道府県及び市町村に国民健康保険運営協議会が置かれる（第11条）。協議会の委員は、被保険者代表、保険医・保険薬剤師代表、公益代表各同数で組織される。

#### 都道府県国民健康保険運営方針
都道府県は、都道府県等が行う国民健康保険の安定的な財政運営並びに当該都道府県内の市町村の国民健康保険事業の広域的及び効率的な運営の推進を図るため、都道府県及び当該都道府県内の市町村の国民健康保険事業の運営に関する方針（都道府県国民健康保険運営方針）を定めるものとする（第82条の2第1項）。
都道府県国民健康保険運営方針は、都道府県医療費適正化計画（高齢者の医療の確保に関する法律第9条1項）との整合性の確保が図られたものでなければならない。都道府県知事は、都道府県国民健康保険運営方針を定め、又はこれを変更しようとするときは、あらかじめ、当該都道府県内の市町村長の意見を聴かなければならない。都道府県は、都道府県国民健康保険運営方針を定め、又はこれを変更したときは、遅滞なく、これを公表するよう努めるものとする。市町村は、都道府県国民健康保険運営方針を踏まえた国民健康保険の事務の実施に努めるものとする。都道府県は、都道府県国民健康保険運営方針の作成及び都道府県国民健康保険運営方針に定める施策の実施に関して必要があると認めるときは、国民健康保険団体連合会その他の関係者に対して必要な協力を求めることができる（第82条の2第5項 - 第9項）。
都道府県国民健康保険運営方針においては、次の1 - 4に掲げる事項を定めるものとするほか、おおむね次の5 - 8に掲げる事項を定めるものとする（第82条の2第2項 - 第3項）。
1. 国民健康保険の医療に要する費用及び財政の見通し
2. 当該都道府県内の市町村における保険料の標準的な算定方法に関する事項
3. 当該都道府県内の市町村における保険料の徴収の適正な実施に関する事項
4. 当該都道府県内の市町村における保険給付の適正な実施に関する事項
5. 医療に要する費用の適正化の取組に関する事項
6. 当該都道府県内の市町村の国民健康保険事業の広域的及び効率的な運営の推進に関する事項
7. 保健医療サービス及び福祉サービスに関する施策その他の関連施策との連携に関する事項
8. 2 - 7に掲げる事項の実施のために必要な関係市町村相互間の連絡調整その他都道府県が必要と認める事項

### 国民健康保険組合
国保組合の内訳は以下となっている。
- 三師（医師・歯科医師・薬剤師）：92組合[13]
- 建設業：32組合（平成23年度）[13]
- 全国土木建築国民健康保険組合
- その他一般：40組合[13]

組合には組合会が置かれ、規約の変更、収入・支出の予算、決算等の事項については、組合会の議決を経なければならない（第27条）。また役員として、理事及び監事が置かれ、理事の定数は5人以上、監事の定数は2人以上、理事及び監事の任期は、3年をこえない範囲内において、それぞれ規約で定める（第23条）。
国民健康保険組合を設立しようとするときは、15人以上の発起人が規約を作成し、組合員となるべき者300人以上の同意を得て、主たる事務所の所在地の都道府県知事の認可を受けなければならない。都道府県知事は、認可の申請があった場合、組合の地区を含む市町村長の意見を聴き、これらの市町村の国民健康保険事業の運営に支障を及ぼさないと認めるときでなければ認可をしてはならない。組合は、設立の認可を受けた時に成立する（第17条）。組合は、その名称中に「国民健康保険組合」という文字を用いなければならず、組合以外の者は、「国民健康保険組合」という名称又はこれに類する名称を用いてはならない（第15条）。組合の規約には、以下の事項を記載しなければならない（第18条）。
1. 名称
2. 事務所の所在地
3. 組合の地区及び組合員の範囲
4. 組合員の加入及び脱退に関する事項
5. 被保険者の資格の取得及び喪失に関する事項
6. 役員に関する事項
7. 組合会に関する事項
8. 保険料に関する事項
9. 準備金その他の財産の管理に関する事項
10. 公告の方法
11. 前各号に掲げる事項のほか厚生労働省令で定める事項（施行規則第18条）
  - 保険給付に関する事項
  - 一部負担金に関する事項

市町村国保を原則とする立場から、厚生省は1959年（昭和34年）以降、原則として新規設立を認めていないが、特例として認可されることもある。実例は以下の通り。
- 1970年（昭和45年）に建設従事者対象の39組合

建設産業従事者を対象にした国保組合が新設認可された。これは、1970年（昭和45年）に、財政難を理由にした日雇健康保険の一人親方擬制適用廃止の救済策として、建設系労働組合による要望を汲んだものである。のちに厚生省官僚は「カラスの鳴かない日はあっても、建設職人の地下足袋が赤絨毯を踏まない日はなかった」と言わしめた程、粘り強い闘争の上に実現したと、語り継がれている。
- 1972年（昭和47年）の新設認可は、沖縄返還に伴う沖縄県医師国保組合の1件。
- 1978年（昭和53年）に全国歯科医師国民健康保険組合。
- 1984年（昭和59年）頃に、大阪弁護士会から弁護士向けの組合設立の動きが出たが、旧厚生省は国保の一元化を目指していたため、許可が出なかった（なお、南関東（東京都、神奈川県、千葉県、埼玉県）には、1956年（昭和31年）設立の「東京都弁護士国民健康保険組合[14]」がある）。

## 被保険者
被保険者証の保険者番号は、6桁の番号からなる（被用者保険と異なり、国民健康保険の保険証には「法別番号」が付されないため、被用者保険の8桁番号より「法別番号」の2桁分が少なくなる。）。
| 農林水産業       | 農林水産業   | 3.1%  |
| 自営業           | 自営業       | 15.5% |
| 被用者           | 被用者       | 35.3% |
| 無職者 （40.8%） | うち60歳以上 | 32.4% |
| 無職者 （40.8%） | 30歳 - 59歳  | 7.0%  |
| 無職者 （40.8%） | - 29歳       | 1.4%  |
| その他           | その他       | 5.2%  |

### 市町村国保
都道府県の区域内に住所を有する者で、適用除外に該当しない者はその意思のいかんにかかわらず、全員が当該都道府県内の市町村とともに行う国民健康保険の被保険者とされる（第5条）。外国人であっても、90日以上の在留期間が決定された中長期在留者（施行規則第1条）や、資料上90日以上の国内滞在者であると認められる者は、国保への加入義務が発生する。
市町村国保の被保険者は、当該都道府県の区域内に住所を有するに至った日又は適用除外のいずれにも該当しなくなった日から、その資格を取得し（第7条）、その日から14日以内に市町村長に所定の事項を記載した届出をしなければならない（施行規則第2条）。
ただし、学校等に修学のため他市町村に居住する学生については、自ら生活している場合や結婚して配偶者の所得で生計を維持しているような場合を除き、親元の市町村の国民健康保険の適用を受ける（第116条）。また、病院、介護保険施設等に入院・入所することにより他市町村からその病院等のある市町村に転入した場合は、入院・入所した際に現に住所を有していた従来の市町村の国民健康保険の被保険者とされる（住所地特例、第116条の2）。この規定により住所地特例の適用を受けて従前の住所地の市町村の国民健康保険被保険者とされている者が75歳到達等により後期高齢者医療に加入した場合には、特例を引き継ぎ、従前の住所地の後期高齢者医療広域連合の被保険者とする（平成27年5月29日保発0527第1号）。
市町村国保の対象となるのは、具体的には農林水産業従事者、自営業、被用者保険に該当しない非常勤労働者、退職者、無職者であり、被扶養者という概念は国民健康保険にはない（家族も「被保険者」となる。ただし退職者医療制度に係る場合をのぞく）ため、専業主婦・専業主夫、学生や未成年者等も被保険者となりうる。かつては自営業者を加入者の代表例とする場合が多かったが、最近は退職者など無職者が加入者の4割を超える。
国民年金と異なり、日本国内に住所を有しない者の任意加入の制度はない。

### 国民健康保険組合
国民健康保険組合は、同種の事業又は業務に従事する者で当該組合の地区内に住所を有するものを組合員として組織する（第13条1項）。世帯主が適用除外に該当しても、その者の世帯に適用除外に該当しない者（他の国保組合員である者を除く）がいれば、組合員となることができる（第13条3項）。組合に使用される者（他の国保組合員である者を除く）も、適用除外に該当しなければ組合員となることができる（第13条4項）。
国民健康保険組合の組合員及び組合員の世帯に属する者は、適用除外に該当しない限り当該組合が行う国民健康保険の被保険者となる（第19条1項）。ただし、規約で定めることにより、組合員の世帯に属する者を包括的に被保険者としないことができる（第19条2項）。
国民健康保険組合の被保険者は、当該組合員となった日又は適用除外に該当しなくなった日からその資格を取得する（第20条）。

### 適用除外
次の各号のいずれかに該当する者は、上記の規定にかかわらず国民健康保険の被保険者としない（第6条、第13条3項）。
1. 健康保険の被保険者（日雇特例被保険者を除く）
2. 船員保険の被保険者
3. 国家公務員共済組合・地方公務員等共済組合の組合員
4. 私立学校教職員共済制度の加入者
5. 健康保険の被扶養者（日雇特例被保険者の被扶養者を除く）
6. 船員保険・国家公務員共済組合・地方公務員等共済組合の被扶養者
7. 日雇特例被保険者手帳の交付を受け、その手帳に健康保険印紙をはり付けるべき余白がなくなるに至るまでの間にある者及びその者の被扶養者（厚生労働大臣の承認を受けて日雇特例被保険者とならない期間内にある者及び日雇特例被保険者手帳を返納した者並びにその者の被扶養者を除く）
8. 後期高齢者医療制度の被保険者（市町村国保のみ）
9. 公的扶助を受けている世帯（扶助が停止されている世帯を除く）に属する者
10. 国民健康保険組合の被保険者（市町村国保のみ）
11. その他特別の理由がある者で厚生労働省令（施行規則第1条）で定めるもの
  - 日本国籍を有しない者であって、住民基本台帳法に規定する外国人住民以外のもの（出入国管理及び難民認定法（入管法）に定める在留資格を有する者であって既に被保険者の資格を取得しているもの及び厚生労働大臣が別に定める者を除く。）
  - 日本国籍を有しない者であって、入管法別表第一の五の表の下欄に掲げる活動として法務大臣が定める活動のうち、病院若しくは診療所に入院し疾病若しくは傷害について医療を受ける活動又は当該入院の前後に当該疾病若しくは傷害について継続して医療を受ける活動を行うもの及びこれらの活動を行う者の日常生活上の世話をする活動を行うもの（前号に該当する者を除く。）
  - 日本国籍を有しない者であって、入管法別表第一の五の表の下欄に掲げる活動として法務大臣が定める活動のうち、本邦において1年を超えない期間滞在し、観光、保養その他これらに類似する活動を行うもの（18歳以上の者に限り、第一号に該当する者を除く。）
  - 日本国籍を有しない者であり、かつ、前号に規定する者に同行する配偶者であつて、入管法別表第一の五の表の下欄に掲げる活動として法務大臣が定める活動のうち、本邦において1年を超えない期間滞在し、観光、保養その他これらに類似する活動を行うもの（第一号及び前号に該当する者を除く。）
  - その他特別の事由がある者で条例で定めるもの

### 前期高齢者医療制度
65歳 - 74歳の高齢者を前期高齢者（准高齢者）と呼ぶ。受給サービスは同じであるが、これらの加入者財政については保険者間にてリスク構造調整がなされている。被用者保険（協会けんぽ、健康保険組合、共済組合）から国保に対して計3兆円規模の財政移転となる。

### 退職者医療制度
国民健康保険は、医療費の必要性が高まる退職後に、健康保険・共済組合等を抜けて加入する者が多いため、健康保険・共済組合等よりも医療費の負担が大きい。そのため、こうした医療保険制度間の負担を公平化するために退職者医療制度が設けられてきた。一連の医療制度改革により、平成20年度からは退職者医療制度への新規加入は廃止され、65歳未満の者に限る経過措置となった。さらに平成27年度からは制度自体が廃止となり、平成27年3月以前から継続して国保に加入し、平成27年3月末時点で対象となる条件を満たす者のみを引き続き対象とする。
対象者は、被保険者のうち、厚生年金や共済年金などの被用者年金制度の老齢（退職）年金を受給している65歳未満の者（退職被保険者）、及びその65歳未満の被扶養者（退職被保険者本人と同一世帯・同一生計であり、年間収入額が130万円（60歳以上又は障害者の場合は180万円）未満である配偶者および3親等内の親族。被用者保険とは異なり、配偶者や直系尊属であっても「同一世帯」に属していなければならない）である。
なお、通算老齢（退職）年金受給者については、被用者年金に20年以上又は40歳以後10年以上加入している者が対象になる。被保険者証の保険者番号は、67から始まる8桁の番号となる。
退職者医療制度はあくまでも国民健康保険の中に含まれる。一般の国民健康保険と比べると
- 診療時の一部負担金：一般、退職者医療制度ともに3割で同じ
- 保険料額の計算方法：一般、退職者医療制度ともに同じ
- 財源：退職者医療制度では、一部負担金と保険料の他に、職域の健康保険などからの拠出金が財源
- 被保険者証：世帯内の一般の被保険者とは別に発行

となっている。対象者に直接の利益はないが、リスク構造調整により財政安定につながるという意味がある。

## 財政
事務費の負担については、国保組合の場合は全額国庫負担であるが（第69条）、市町村国保については国庫負担は行われず、都道府県及び市町村ごとにそれぞれ特別会計を設けなければならない（第10条）。
市町村国保では療養の給付等に要する費用の32%、高額医療費負担対象額の25%を国が補助し（第70条）、国保組合では組合の財政力を勘案して費用の13% - 32%を国が補助することができる。
厚生労働省の発表によれば、2022年度の国民健康保険の収支は、1067億円の赤字。赤字となるのは2年連続。赤字幅は前年度より1千億円拡大した。　加入者数は、前年度比124万人減の2413万人。収入の主な内訳は、保険料収入が加入者減で同2・0％減の2兆4513億円。国庫から3兆3650億円、被用者保険から3兆5397億円の支援を受けた。支出は、加入者が自己負担しなかった分の医療費にかかる「給付費」が8兆6244億円（同1・5％減）など。

### 市町村国保の財政
市町村国保の収入（2017年度）
市町村国保の主な財源は、国、都道府県及び市区町村の負担金及び世帯主からの保険料からなっている。
市町村国保の場合、市町村は国民健康保険特別会計を設けなければならない（第10条）。
被保険者の給付に要する費用（医療費から患者負担分を除いた費用）は（#退職者医療制度世帯を除く）、50%が公費、残り50%が保険料で賄われることとされる。公費の内訳は、国41%（給付費等負担金32%、調整交付金9%）、都道府県9%である。加えて様々な支援がなされているので、加入者の保険料収入は41.6%であった。#退職者医療制度世帯の給付に要する費用は、保険料と、療養給付費等交付金（被用者保険の保険者からの拠出金）で賄っている（リスク構造調整）。
都道府県は、国民健康保険の財政の安定化を図るため、平成30年4月より財政安定化基金を設け、次に掲げる事業に必要な費用に充てる（第81条の2）。
- 保険料の収納が不足する市町村に対し資金の貸し付け又は交付を行う事業
- 都道府県の特別会計において、療養の給付等に要する費用等に充てるために収入した額が、実際に療養の給付等に要した額に不足する場合に、基金を取り崩し特別会計に繰り入れること。

### 標準保険料率
- 都道府県は、毎年度、厚生労働省令で定めるところにより、当該都道府県内の市町村ごとの保険料率の標準的な水準を表す数値（市町村標準保険料率）を算定するものとする（第82条の3第1項）。
- 都道府県は、毎年度、厚生労働省令で定めるところにより、当該都道府県内の全ての市町村の保険料率の標準的な水準を表す数値（都道府県標準保険料率）を算定するものとする（第82条の3第2項）。
- 都道府県は、市町村標準保険料率及び都道府県標準保険料率を算定したときは、厚生労働省令で定めるところにより、標準保険料率を当該都道府県内の市町村に通知するものとする（第82条の3第3項）。

標準保険料率をもとにして市町村ごとに保険料額を定めて徴収する。保険料の内訳は以下の通りである。下記4つの方式の全部又は一部が採用されるが、自治体によりその組み合わせや所得割の掛け率、世帯ごとの保険料の上限は異なっている。他の保険制度と比べ所得に対する負担率が高いが、個人事業主には従業員の有無と関係なく、より重い負担を求める制度になっている自治体が多い。
- 所得割：前年度の世帯全体の所得に応じて計算される[21]。
- 平等割：1世帯当たりで計算する[21]。
  - 平等割は単身世帯が多いためか、東京都区部や横浜市などの様に、平均割を設けない自治体がある。
- 均等割：世帯の加入者数に応じて計算する[21]。
- 資産割：世帯が住民票（保険加入地）のある市町村内で所有する不動産等の固定資産税額に応じて計算される[21]。
  - 市町村の区域外に所有する不動産等には賦課されない。所有者名義を賦課根拠としているため、名義変更をしていない場合や法人等を通じた間接的所有等については賦課されない。また、居住用家屋など収益を生み出さない不動産も対象になることがあるため、年金生活者で持家のあるものへの資産割は大きな負担となり、前出の偽装加入の一因とされている。このように賦課根拠があやふやで不公平感も根強いため、資産割廃止の自治体も増えている。資産割は広大な農地を所有する大地主に対する負担の意味合いがあるため、地方で高率な資産割をかける傾向がある。

### 保険料の納め方
年間保険料は、市町村によって決められた納期までに納めなければならない。納付方法は、原則として介護保険や後期高齢者医療制度と共通である。
納付方法は「口座振替」または前もって郵便にて送られてくる「納付書」の2つを採用しているところが多い。世帯主を含む加入者全員が65歳以上75歳未満の者の世帯については、世帯主が受ける公的年金が18万円以上であり、かつ保険料（介護保険料との合算）が年金額の2分の1以下である場合は、特に口座振替の申し出をしない限り、保険料は年金からの天引きとなる（特別徴収）（第76条の3）。公的年金は高齢者の所得保障のために給付するものであるから、65歳未満の者の保険料を公的年金から控除するのは不合理である、という理由から、65歳未満の被保険者が属する世帯に属する者は特別徴収の対象とはならない。ここでいう「公的年金」とは、老齢基礎年金のみならず障害基礎年金・障害厚生年金、遺族基礎年金・遺族厚生年金も含むが、老齢厚生年金は含まない（老齢厚生年金は、老齢基礎年金もしくは障害基礎年金と併給されるため）。なお国民健康保険組合の場合は、特別徴収は行われない。
市町村が徴収する世帯主に対する保険料の賦課額のうち、基礎賦課額は65万円を、後期高齢者支援金等賦課額は20万円を、介護納付金賦課額は17万円を超えることはできない（いずれも令和4年4月1日現在。施行令第29条の7）。賦課限度額については、被用者保険において最高等級の標準報酬月額に該当する被保険者の割合が0.5％ - 1.5％の間となるように法定されていることから、被用者保険におけるルールとのバランスを考慮し、賦課限度額超過世帯割合が1.5％に近づくように段階的に引き上げている。
なお、国民健康保険における保険料納付義務者は世帯主であり、個々の被保険者ではない。また、加入や脱退等の届出義務者も世帯主である。また、世帯主自身が国民健康保険の被保険者でなくても、世帯の構成員に被保険者がいる場合は、世帯主が保険料の納付義務を負うことになっている。したがって、保険料の通知や被保険者証などは世帯主宛てに送付されることになっている。この場合における世帯主を、実務上「擬制世帯主（ぎせいせたいぬし）」または略して「擬主（ぎぬし・ぎしゅ）」という。介護保険や国民年金などの保険料の第一次的納付義務者が被保険者であるのと異なっている。
- 市町村は、普通徴収の方法による保険料の徴収の事務については、収入の確保及び被保険者の便益の増進に寄与すると認める場合に限り、政令の定めるところにより、私人に委託することができる（第80条の2）。これにより、納付書をコンビニエンスストアへ持ち込んで保険料を納付することができる市町村や、肢体不自由者や老齢など何らかの事情で納付できない場合に市町村の委託を受けた訪問徴収員による「訪問徴収」に対応する市町村がある。
- 納め忘れを防ぐ為に一括納付書を用いて納めることも出来る。この場合、保険料の割引がない代わりに前納報奨金が支払われる市町村もある。
- 納付書を紛失した場合は、あらためて市町村役所へ連絡して、再発行してもらうことになる。

### 減免措置
| 軽減世帯総数 | 59.3% |
| うち2割軽減  | 11.6% |
| うち5割軽減  | 14.2% |
| うち7割軽減  | 33.5% |

保険者は、条例又は規約の定めるところにより、特別の理由がある者に対し、保険料を減免し、又はその徴収を猶予することができる（第77条）。

### 保険料の軽減
市町村による法第76条第1項の保険料の減額賦課についての法第81条に規定する政令で定める基準が、法施行令第29条の7第5項に示されている。世帯主と被保険者の合計所得によって2割、5割、7割の軽減があり、2017年度は、およそ6割の世帯が軽減措置を受けていた。これは、保険者が条令や規約で定める減免とはまた別の保険料の減額措置である。

### 保険料の滞納
|                            |                        | 世帯数  | 国保加入世帯に 占める割合 |
| -------------------------- | ---------------------- | ------- | ------------------------- |
| 滞納世帯数                 | 滞納世帯数             | 372.1万 | 18.1%                     |
|                            | うち短期被保険者証交付 | 116.9万 | 5.7%                      |
| うち被保険者資格証明書交付 | 27.7万                 | 1.3%    |                           |

| 自治体規模     | 自治体規模       | 出納率 |
| -------------- | ---------------- | ------ |
| 市部平均       | 市部平均         | 89.4%  |
|                | 政令都市・特別区 | 87.9%  |
| 中核市         | 89.0%            |        |
| 10万人以上     | 87.6%            |        |
| 5万人 - 10万人 | 88.5%            |        |
| 5万人未満      | 91.2%            |        |
| 町村部平均     | 町村部平均       | 93.4%  |
| 全国平均       | 全国平均         | 89.8%  |

市町村国保の滞納者に対しては、短期保険証や被保険者資格証明書の発行によって保険証の使用が制限される。
市町村は保険料滞納が長引く場合、以下の場合を除いて世帯主に対し被保険者証の返還を求めている。求められた世帯主は応じる義務がある（第9条、施行令第1条）。
- 世帯主がその財産につき災害を受け、又は盗難にかかったこと。
- 世帯主又はその者と生計を一にする親族が病気にかかり、又は負傷したこと。
- 世帯主がその事業を廃止し、又は休止したこと。
- 世帯主がその事業につき著しい損失を受けたこと。
- 前各号に類する事由があったこと。

保険料を1年を超えて滞納した者は、被保険者証を返還しなければならない（第9条3項 - 5項）。そのため返還後疾病などに罹患して療養を受けた際には、いったん窓口で費用の全額を支払い（療養の給付等を受けることができない）、被保険者証の代わりに交付される被保険者資格証明書（第9条6項）を窓口で提示し、後日自己負担額を除いた相当額を特別療養費として償還払いで支給される。
保険料滞納により被保険者証を返還した世帯主に、その世帯に属する18歳に達する日以降の最初の3月31日までの間にある被保険者（要は高校生以下の子供）及び原爆一般疾病医療費の支給等を受けることができる者があるときは、市町村は、その世帯主に対し、その被保険者に係る被保険者証（18歳に達する日以後の最初の3月31日までの間にある者にあっては、有効期間を6か月とする被保険者証）を交付することとされる（第9条6項）。この被保険者証は更新可能である。

## 保険給付
国民健康保険においては、保険給付は個々の被保険者に対してではなく、（保険料納付義務者たる）世帯主又は組合員に対して支給される。したがって、一部負担金の支払義務も世帯主又は組合員が負う。また被用者保険における「家族給付」は国民健康保険には存在しないので、家族全員（退職被保険者の被扶養者を含む）が「被保険者」としての保険給付を受ける。

### 絶対的必要給付
法律により保険者に実施が義務付けられる給付である。
- 療養の給付（第36条）
- 入院時食事療養費（第52条）
- 入院時生活療養費（第52条の2）
- 保険外併用療養費（第53条）
- 療養費（第54条）
- 訪問看護療養費（第54条の2）
- 移送費（第54条の4）
- 高額療養費（第57条の2）
- 高額介護合算療養費（第57条の3）

以上については、それぞれ当該記事を参照のこと。
- 特別療養費（第54条の3）- 被保険者資格証明書による医療受給。#保険料の滞納を参照。

### 相対的必要給付
保険者は、条例または規約の定めるところにより以下の給付を行うものとされるが、特別の理由があるときにはその全部又は一部を行わないことができる（第58条1項）。
- 出産育児一時金
- 葬祭費
- 葬祭の給付

### 任意給付
保険者は、条例または規約の定めるところにより以下の給付を行うことができる（第58条2項）。
- 傷病手当金
- 付加給付
  - 付加給付の例として、国民健康保険組合においては、一部負担金が3割より少ない場合や、出産手当金の給付を行う組合がある。

## 診療報酬審査委員会
保険者は、保険医療機関等から療養の給付に関する費用の請求があったときは、法定の算定方法等に照らして審査した上、支払うものとする。保険者は、この審査及び支払に関する事務を都道府県の区域を区域とする国民健康保険団体連合会（加入している保険者の数がその区域内の保険者の総数の3分の2に達しないものを除く。）又は社会保険診療報酬支払基金に委託することができる（第45条）。また保険者は、出産育児一時金、葬祭費又は葬祭の給付、傷病手当金の支払いに関する事務を基金に委託できる。
国民健康保険団体連合会には国民健康保険診療報酬審査委員会（以下「審査委員会」という。）が置かれ、事務の遂行に支障のない範囲内で、診療報酬請求書の審査を審査委員会に行わせることができる（第87条）。

## 保健事業
国民健康保険における保健事業は、より積極的な事前の措置として、傷病の発生を未然に防止し、あるいは早期発見により重症化・長期化を防止し、被保険者の健康保持及びその増進を図るため、健康教育、疾病予防、健康診断、母性及び乳幼児の保護、栄養改善、レクリエーション等の活動を実施するとともに、療養の給付を行うための国保病院、国保診療所を設置するなどの活動と施設の全体を総称していう（第82条）。

### 直営医療機関
市町村国保および組合国保には直営で医療機関を運営するところもあり、市町村国保直営施設は2011年では1145施設であった。

## 第三者行為と保険給付
交通事故や傷害事件など、第三者の行為（故意か過失かを問わない）によって受けた傷病による医療費は、その第三者（加害者）が損害を賠償する責任を負うことになる。しかし、損害賠償が不十分であったり遅延したりしている場合もあり、被保険者たる被害者は、国民健康保険で治療が受けることが出来る。その場合は、保険者に「第三者行為による傷病届」を提出する必要がある（施行規則第32条の6）。保険者は、加害者に代わり、一時的に治療費を立替えて支払うことになり、後日加害者にその立替え分を請求することとなる（第64条）。

## 不服申立て
保険給付に関する処分・被保険者証の交付・返還に関する処分、又は保険料その他国民健康保険法の規定による徴収金に関する処分に不服がある者は、処分のあったことを知った日の翌日から起算して3か月以内に、国民健康保険審査会に審査請求をすることができる（一審制、第91条1項）。徴収金以外の処分については二審制をとる被用者保険との差異である。処分の取消しの訴えは、当該処分についての審査請求に対する裁決を経た後でなければ、提起することができない（審査請求前置主義、第103条）。審査請求は、時効の中断に関しては、裁判上の請求とみなす（第91条2項）。
国民健康保険審査会は各都道府県に置かれ、被保険者を代表する委員、保険者を代表する委員及び公益を代表する委員各3人をもって組織する。委員の任期は、3年（補欠の委員の任期は、前任者の残任期間）とする（第92条 - 第94条）。

## 時効
保険料その他国民健康保険法の規定による徴収金を徴収し、又はその還付を受ける権利及び保険給付を受ける権利は、これらを行使することができる時から2年を経過したときは、時効によって消滅する（第110条1項）。保険料その他国民健康保険法の規定による徴収金の徴収の告知又は督促は、民法の規定にかかわらず、時効の更新の効力を生ずる（第110条2項）。

## 課題・問題点

### 市町村国保の財政危機
2012年度では市町村国保の47.7%（819保険者）が赤字決算であった。
市町村国保の保険料は全国均一ではなく、各保険者ごとに独自で決められるようになっている。その理由は、地域の産業構造や人口構成を反映することを目指したもの。しかし、同じ年収金額帯でありながら保険料が自治体ごとに異なることがあり不公平感が生まれている。また、運営地域が市町村単位のため、企業の撤退や大量の退職者の発生、また高齢者人口比率が上がるなどが原因で運営が不安定になりやすいという欠点がある。
その解決策として、市町村国保への多額の一般会計からの繰り入れや、国保組合への国費投入などは、自分が加入していないはずの保険者に対する公費投入になるため、不公平感が指摘されている。
国民健康保険中央会は、すべての公的保険制度を国保に一本化するよう要望している。OECD対日審査では、国保制度について市町村別から都道府県別に移行し規模の拡大を図るよう勧告されている。2013年の社会保障国民会議においても同様の勧告がなされた。また、後期高齢者医療制度支援金について、現在の「加入者割」から完全に「総報酬割」に移行するよう勧告された。2015年にはこれらの改正を行う法案が可決し、平成29年度より完全総報酬割に移行し、平成30年度から市町村国保は都道府県主体で運営されている。

#### 加入者層の変化
制度発足当初は、サラリーマンでない自営業者や農業従事者の医療保険制度として発足した。だが、産業構造の変化や高齢化の進展により、非正規雇用者や年金生活者や失業者等の無職者の割合が半数近くを占めている。また加入者1人あたりの医療費支出も高く、2010年は他の保険加入者の2倍であった。自治体においては、一般財源等により補填を行っているが、自治体の財政状況により多分な負担ができなくなっている。2009年は市町村国保の約半数が赤字となった。
また国保における、被用者保険対象外となるパートタイマー労働者の比率は32.4%まで上昇している。そのため被用者保険の適用を拡大する法改正がなされ、2015年10月より要件を満たした一部のパートタイマー等への被用者保険の適用が始まり、将来の完全施行を目指している（健康保険#被保険者）。

#### 未払い世帯の増加
市町村国保の保険料収納率は1980年（昭和55年）頃には95%程あったが、2009年には過去最低の88.08%を記録、2012年では89.86%となった。
ただし、本来国民健康保険は国民健康保険法第9条により社会保険に加入した場合にその資格喪失を世帯主が届け出る必要があるが、就職と同時に手続きをする会社が行う従業員の健康保険及び厚生年金保険に加入によって自動喪失される国民年金に対し、同じように同時に喪失されるものと思い違いをすることによる国民健康保険と社会保険との二重加入の問題があり、実際の滞納率はより低いものである可能性がある。
なお、滞納分は滞納することなく支払った他の被保険者が負担することになっており、保険料は滞納分を見越して設定されているといわれている。また、それでも不足の場合は、一般会計からの繰り入れで補填されることになっている。
市町村の一般会計からの法定外繰入の推移は、2012年度の3,534億円から2017年度には1751億円と年々改善している。
経済的困窮者については、公的扶助の申請により医療扶助が支給されるが、これはミーンズテストに該当する場合でなければならない。このため、公的扶助を受けるに至らない程度の経済的困窮者が保険料を払えず滞納し事実上の無保険者になるケースもあり、全日本民医連の調査では2014年に受診が遅れて死亡したケースが56人で、うち無保険者は20人、短期被保険者は8人であった。このような者を対象とした無料低額診療事業を行っている病院もある。
外国人の国民健康保険制度においては、国民健康保険税（料）では、初年度は日本での前年所得が無いため軽減となり、翌年度は通常の保険料（税）額となるが、滞納したまま帰国 してしまうケースも多いといわれている。豊島区では平成30年度予算において、外国籍の被保険者が急増しており、区の全被保険者の4分の1を占めていることを掲げ、特にベトナム人の転入者が急増し、滞納世帯数及び滞納金額も急増している状況を述べている。国民健康保険制度への理解、納付意識の低さなどから滞納につながりやすい傾向にあることから、ベトナム語に対応できる相談員の配置を開始した。平成27年時点では、国保は加入の2割超が外国人で、その半数が留学生であり、中でも最近ベトナムからの留学生が非常に多く、ベトナムの留学生の収納率は36％くらいでかなり低いとされている。このため、国民健康保険課で日本語学校に向けて納付勧奨のPRを行っている。
千葉県船橋市でも国保で29年度の保険料を滞納した世帯のうち、世帯主が外国人の世帯の収納率は54.98％で、全体の収納率（90.27％）に比べて低くなっていることにより、平成30年よりネイティブスピーカーによるベトナム語、ネパール語での電話納付勧奨を開始し、6か国語（英・中・韓・ベトナム・ネパール・シンハラ語）に翻訳したパンフレットを作成して対策している。松戸市でも平成29年度決算として、滞納額の約１割強が外国人であり、今年度から徴収戦略の一環で、ベトナム人滞納者が増加していることから、ベトナム人が通う日本語学校に協力してもらい、国民健康保険制度の周知や指導を行った。滞納処分も、外国人に対し11月末現在で92名差し押さえしたと報告されている。

### 外国人による国保悪用問題
日本在住外国人のうち、病気の治療などを目的に在留資格を取得した人は、国民健康保険に加入できないことが法律で定められている。しかし、2012年7月から2015年４月にかけて、2012年4月から在留資格の外国人に条件付きで住民票を交付できるよう法律（住民基本台帳法の一部を改正する法律）が制定されたことを市の複数の職員が在留資格の外国人が国民健康保険への加入も可能になったと勘違いを原因にがんや脳梗塞などの治療・その患者の世話をするために在留資格を取得したウクライナとロシア、中国の男女7人に国民健康保険への加入を誤って認めていたことで約3785万円余りを給付していた。
2016年11月29日号の週刊SPA!が、外国人が偽造書類を使って日本在住家族の扶養に入るやり方や、ペーパーカンパニーを作って経営目的として来日するやり方で3か月以上の在留資格が得て、国民健康保険を違法利用している実態を報道した。
外国人が国保加入条件の在留期間1年から2012年の住民基本台帳法改正による3か月以上の滞在で加入させることを悪用して、「日本留学」や「経営」などと目的を偽ってビザを取得し、日本で国保に加入した後に前年度の収入がないために1割の自己負担と最低額の月額数千円程度の保険料だけ支払い、更に高額な医療費がかかった場合に払い戻し制度の悪用がされている。僅かな負担で高額な治療を受けて帰国するケースなどと在留目的を偽って入国して国民健康保険を悪用し、日本人が外国人の高額医療費を負担することで日本の医療保険制度が崩壊するのではないかとの危惧がある。2018年8月末に自民党から改正のための検討が行われている。
厚生労働省も「感情的な外国人非難でなく冷静な議論のため、実態把握は必要」として調査を進めているが、NPO法人「移住者と連帯する全国ネットワーク」代表の鳥井一平は「調査すること自体、外国人の不正が多発しているような印象を与える」「在留外国人が受診を控えることになれば、住民誰もが安心して医療を受けられる国保の趣旨にも反する」 と批判を行っている。
2019年8月にはボリビアで三つ子を出産したとしてボリビア人の会社役員が複数の自治体で国民健康保険の出産育児一時金をだまし取ったとして逮捕されている。1回121万で、同様の手口で40件弱、約2千数百万円が被害額とみられている。42万円の出産一時金は海外で出産しても受給可能なため、現地の病院が発行した出生証明書さえあれば支給されるが、それが本物かどうか行政は確認していないのが実情と報道されている。また荒川区においては平成28年度の国民健康保険の海外での出産育児一時金の支給のうち、中国が31件と全体の6割に上がる。
なお東京都新宿区にある総合病院では、1990年から2001年の間の外国人の分娩数は12年間で656例であり、総分娩数に占める外国人の割合は1990年には4.2％であったが，年々増加し，1997年からは全分娩の約16% - 19％を占めた。公的保険加入は，加入している者が66.0％（433例），保険に加入していない者（未加入者）は30.6％（201例），生活保護1.0％（6例），不明2.4％（16例）であった。飛び込み分娩事例は21例，全外国人分娩事例の3.2％であり、21例の国籍（出身地）の内訳は，「タイ」66.7％（14例）となっている。飛び込み出産は既往症や感染症の有無も分からず出産行為となるため、医療従事者の感染リスクなども通常より高まる問題も抱えている。2007年には、日本助産師会専務理事によると、飛び込み出産につながる未受診妊婦は以前は出産を経験したことのある女性に多かったが、最近は〈１〉若年妊婦〈２〉外国人女性〈３〉経済困窮家庭などに多い傾向があると報道されている。

### 中絶に対する出産育児一時金の国保悪用問題
出産育児一時金により被保険者を対象に妊娠85日以上、妊娠12週以降の出産に対して赤ちゃん1人当たり約40万円が支給されるが、早産、流産、死産だけでなく、妊娠12週以降であれば人工妊娠中絶した場合も対象となる。神奈川県のある産婦人科はHPでも保険証を使用して12週台で手術を受ける場合、健康保険証の補助により手術費用はゼロとなりますとPRし、出産育児一時金が病院直接払いであることでとりっぱぐれないメリットを利用する病院があると報道されている。神奈川県では2019年、令和元年度衛生行政報告例第8表の県別人工中絶数では満12週 - 満15週では全国4199件中でも突出した1185件であり、実に10.5％相当が該当している。働いていた看護師は中絶限界の週数で母体から出た胎児は産声を上げることがあり、院長からは口を塞いだりバケツに水を用意して沈めろとの指示があたえられたと証言している。それらを拒否した場合、ただ赤子を放置して息を引き取るのを待つという。